# Dani Dayan

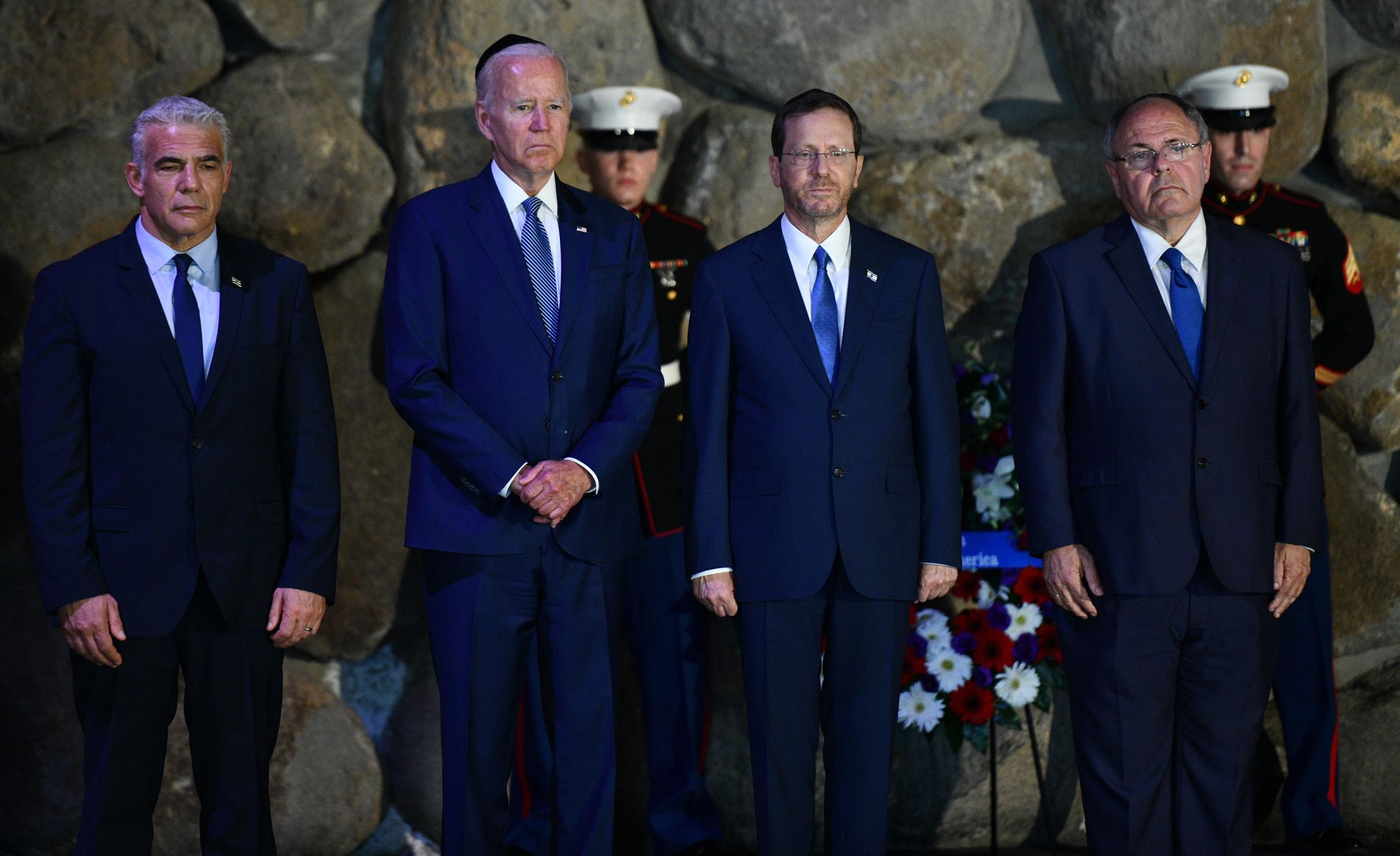
Dani Dayan med USA:s president Joe Biden i Yad Vashem, juli 2022

Dani Dayan (hebreiska: דני דיין), född 29 november 1955 i  Buenos Aires i Argentina, är en israelisk IT-företagare och politiker. 
Dani Dayans föräldrar emigrerade 1971 från Argentina till Israel med sin familj. Fadern, Moshe Dayan, en syssling till generalen Moshe Dayan, var Israels ambassadör i Guatemala på 1980-talet. Dani Dayan tjänstgjorde i Israels armé under 7,5 år och utbildade sig till ekonom och dataingenjör på Bar Ilan University i Tel Aviv och i finanskunskap på Tel Aviv University. 
År 1982 grundade Dani Dayan IT-företaget "Elad Systems", som han ledde som vd och senare styrelseordförande till 2005, då han sålde sin andel. 
Dayan var generalsekreterare för Tehiya-partiet och dess kandidat till Knesset 1988 och 1992. Han var ordförande för bosättningsrörelsens centralorganisation Yesha Council 2007–2013 och bor själv i bosättningen Ma'ale Shomron på Västbanken.
I valet 2021 kandiderade han för partiet New Hope.
År 2015 utnämndes han av Benjamin Netanyahu till Israels ambassadör i Brasilien, men blev inte ackrediterad, vilket ledde till en diplomatisk kris mellan Israel och Brasilien. Han blev slutligen i stället 2016 Israels generalkonsul i New York. Sedan 2021 är han arbetande styrelseordförande för Yad Vashem.